# Per Berlin
Per Berlin (Södra Sandby, Suecia, 1 de agosto de 1921-22 de diciembre de 2011) fue un deportista sueco especialista en lucha libre olímpica donde llegó a ser subcampeón olímpico en Helsinki 1952.

## Carrera deportiva
En los Juegos Olímpicos de 1952 celebrados en Helsinki ganó la medalla de plata en lucha libre olímpica estilo peso wélter, tras el luchador estadounidense William Smith y por delante del iraní Abdollah Mojtabavi (bronce). Cuatro años después, en las Olimpiadas de Melbourne 1956 ganó la medalla de bronce en la misma categoría.